# Wojna celna między Królestwem Polskim a Królestwem Prus
Wojna celna między Królestwem Polskim a Królestwem Prus – wojna celna pomiędzy Królestwem Polskim (i Rosją) a Królestwem Prus w latach 1823–1825. Przyczyniła się do budowy Kanału Augustowskiego.
Początkiem wojny celnej był zakaz importu z Prus wyrobów przemysłowych do Rosji, co spowodowało ustanowienie wysokich ceł na żywność eksportowaną z Rosji do Prus. Wojna celna wygasła w 1825 r., czyli wkrótce po rozpoczęciu prac budowlanych przy Kanale Augustowskim, gdy Prusy wycofały restrykcje gospodarcze obniżając cła tranzytowe do symbolicznego poziomu, a jednocześnie polskie cła zaporowe chroniące rodzimą produkcję włókienniczą zostały zachowane. Ceną porozumienia było zmniejszenie eksportu towarów przez oba kraje.